# Fotografando i fantasmi
Fotografando i fantasmi (Photographing Fairies) è un film del 1997 diretto da Nick Willing.
Il soggetto è tratto dall'omonimo romanzo di Steve Szilagyi, ispirato alla vicenda delle fate di Cottingley. È uscito nelle sale italiane il 24 luglio 1998.

## Trama
Charles Castle è un fotografo di guerra, che continua ad essere angosciato dalla perdita della moglie, prematuramente morta in un incidente in montagna. Finito il conflitto continua ad esercitare l'arte fotografica, ricorrendo ai montaggi e alle prime elaborazioni delle lastre, degli stessi scatti e delle stampe finali per ritratti di individui e famiglie, specialmente di coloro che, in lutto per la perdita dei propri cari, ne desiderino il ricordo impresso sulle fotografie. Una donna, madre di famiglia dedita alla fotografia dilettantistica, gli sottopone una stampa da analizzare: Castle resta impressionato dall'immagine mostratagli, che ritraeva involontariamente una fata. Intenzionato a capirci di più, la sua ricerca lo porta a Burkinwell, una tranquilla comunità che sembra nascondere dei segreti...

## Riconoscimenti
- 1998 - Méliès d'oro